# Jungfraujoch
Jungfraujoch egy 3466 méter magas átjáró a Jungfrau és a Mönch között, a Berni-alpokban, a Bern kanton és Wallis kanton határán, Svájcban. Ez az átjáró egy gleccseren van, mely része az Aletsch-gleccsernek.
1912 óta turisták részére is elérhető a Jungfraubahn fogaskerekű vasúttal. A vasút Interlakenből indul, Kleine Scheidegg állomáson keresztül az Eiger és a Mönch hegyekbe fúrt alagúton át a Jungfraujochra. 
A Jungfraujoch a legmagasabban fekvő vasútállomás Európában (3454 m). Egy földalatti vasút köti össze a Top of Europe nevű épülettel, ahol több panoráma étterem is található. Itt van a Sphinx-obszervatórium, mely ez egyik legmagasabban fekvő asztronómiai megfigyelő létesítmény a világon (3571 m). Junfraujochtól liften érhető el. Ugyanitt van egy rádiós reléállomás, mely a legmagasabban fekvő átjátszó Európában.
Az átjáró első elérése 1862-ben történt.

## Jungfraujoch vasút
1893-ban merült fel a gondolat, hogy fúrjanak alagutat a Sphinx felé. A munka 16 évig tartott, és 1896-ban fejeződött be. Amikor elkészült a vonal, csak a Jungfraujoch átjáróig készült el, a Sphinx-ig nem ért el.
Az építkezés során több baleset is volt, a legsúlyosabb az volt, amikor 30 tonna dinamit véletlenül felrobbant.
A Jungfraujoch vasútállomás 3450 méter magasan fekszik. A vonat Kleine Scheidegg állomásról indul, melyet Grindelwald és Lauterbrunnen állomásokról lehet elérni. A vonat az Eiger északi oldal mellett halad, majd megáll Eigerwandnál, ahol egy 8 méter széles ablakon lehet kinézni a sziklaalagútból. Ezen a ponton ki is lehet szállni és körülnézni a magas hegységek nyújtotta panorámában. Ezután a Jungfrau felé megy a vonat. Itt van a második megálló, ahol a sziklába vájt ablakon lehet nézni az Eismeert (Jégtenger), majd a vonat továbbmegy a Jungfraujoch felé. Az alagút 1898 és 1912 között épült, és közel 7 km hosszú, 25%-os emelkedővel. Az egész út – a megállásokkal együtt – közel 50 percig tart. Lefele 35 perc.
A Jungfraujoch  átlagos hőmérséklete télen -10 fok körül van, nyáron 3 fok.

## Galéria

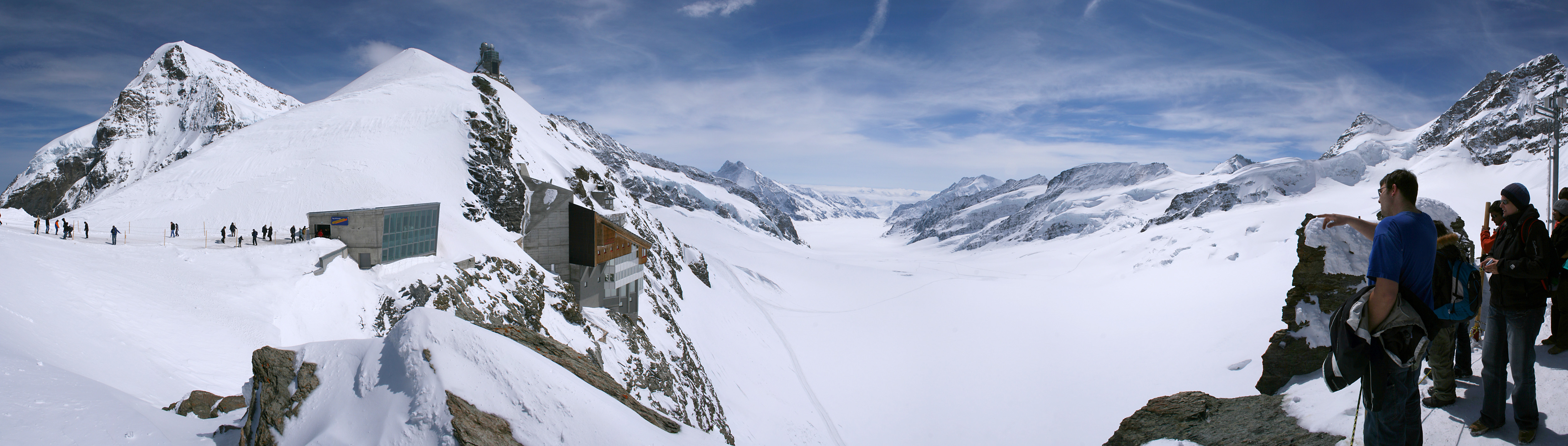
Jungfraujoch

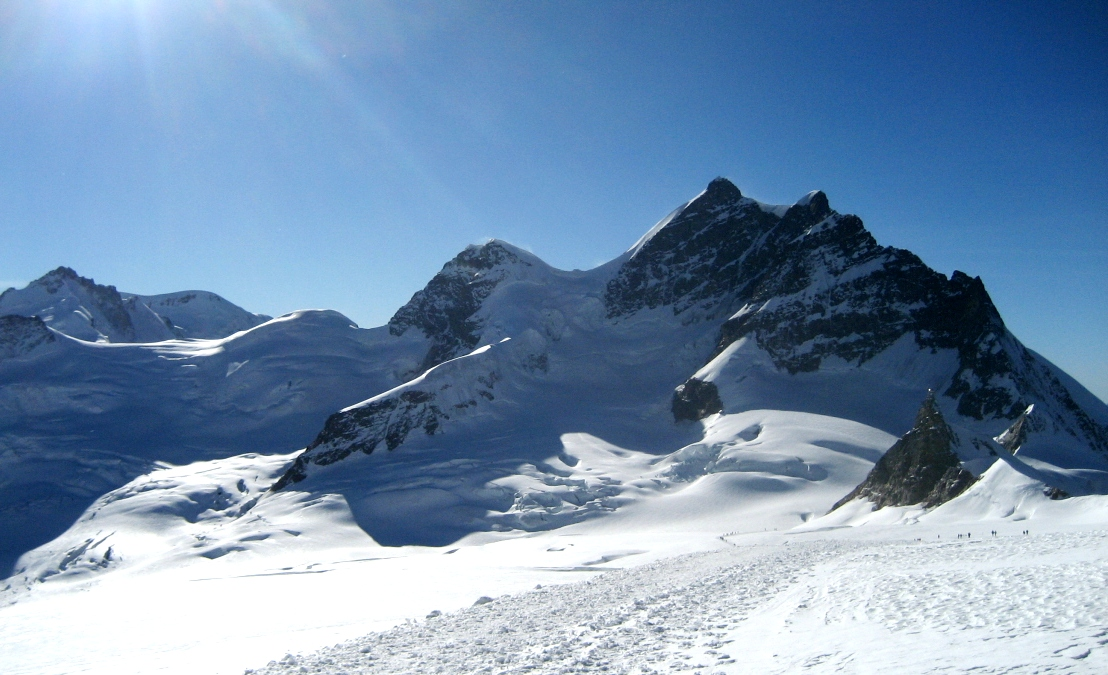
Jungfraujoch

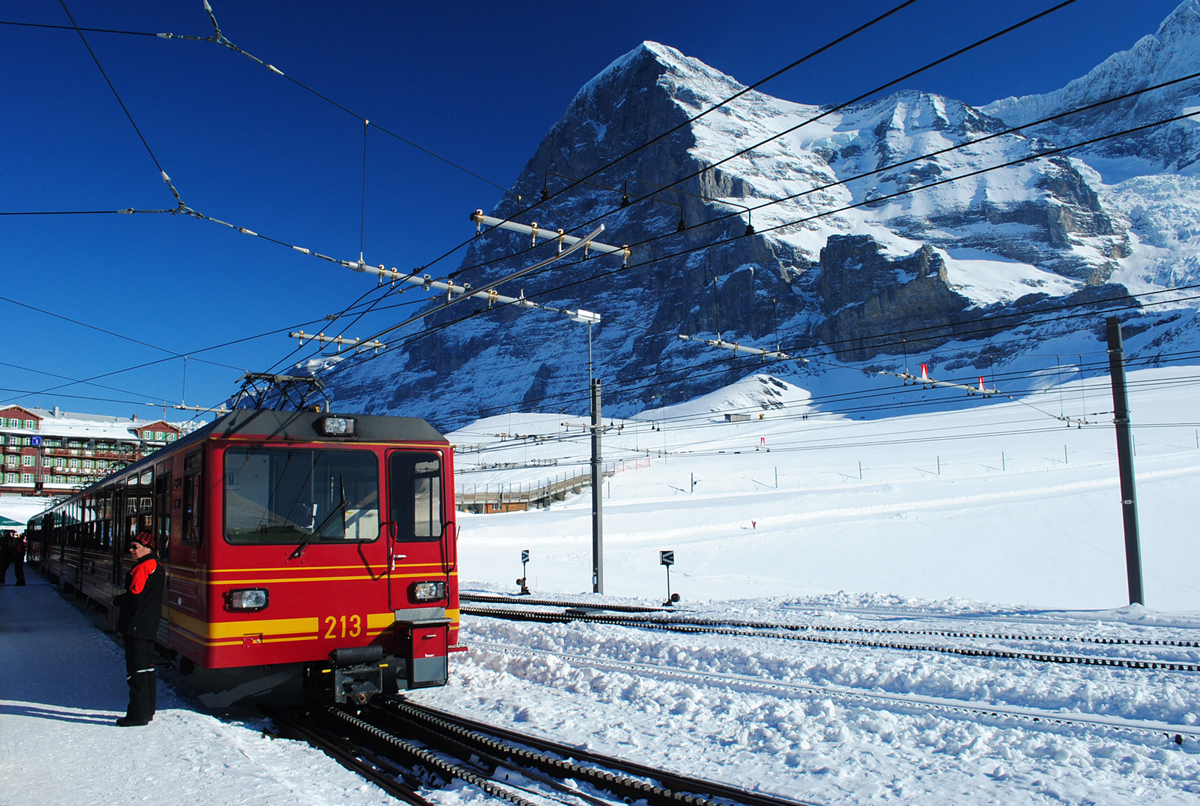
Jungfraubahn

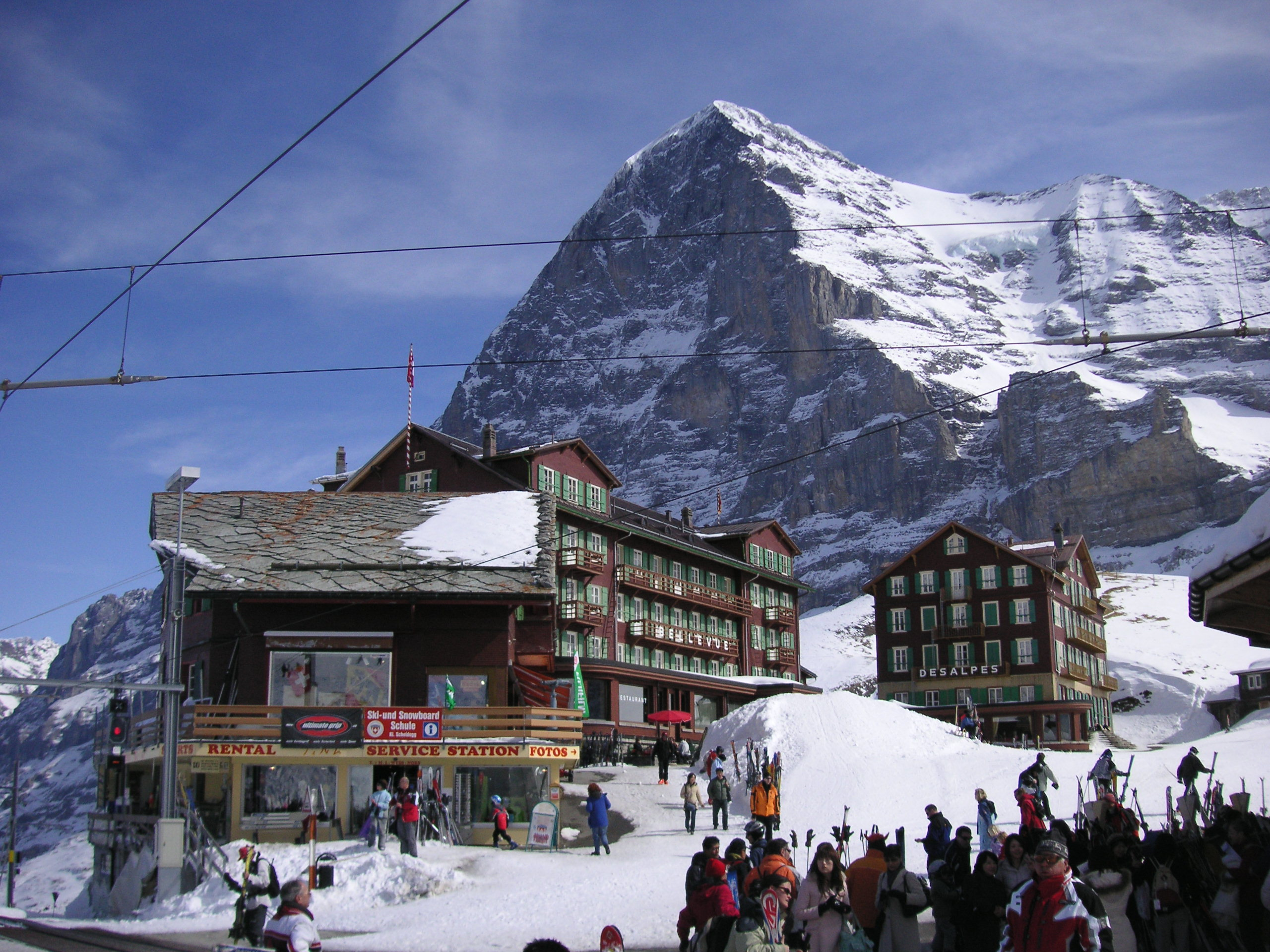
Kleine Scheideggi vasútállomás